# Ilybius anjae
Ilybius anjae är en skalbaggsart som beskrevs av Nilsson 1999. Ilybius anjae ingår i släktet Ilybius och familjen dykare. Inga underarter finns listade i Catalogue of Life.